# Crepidotus malachius

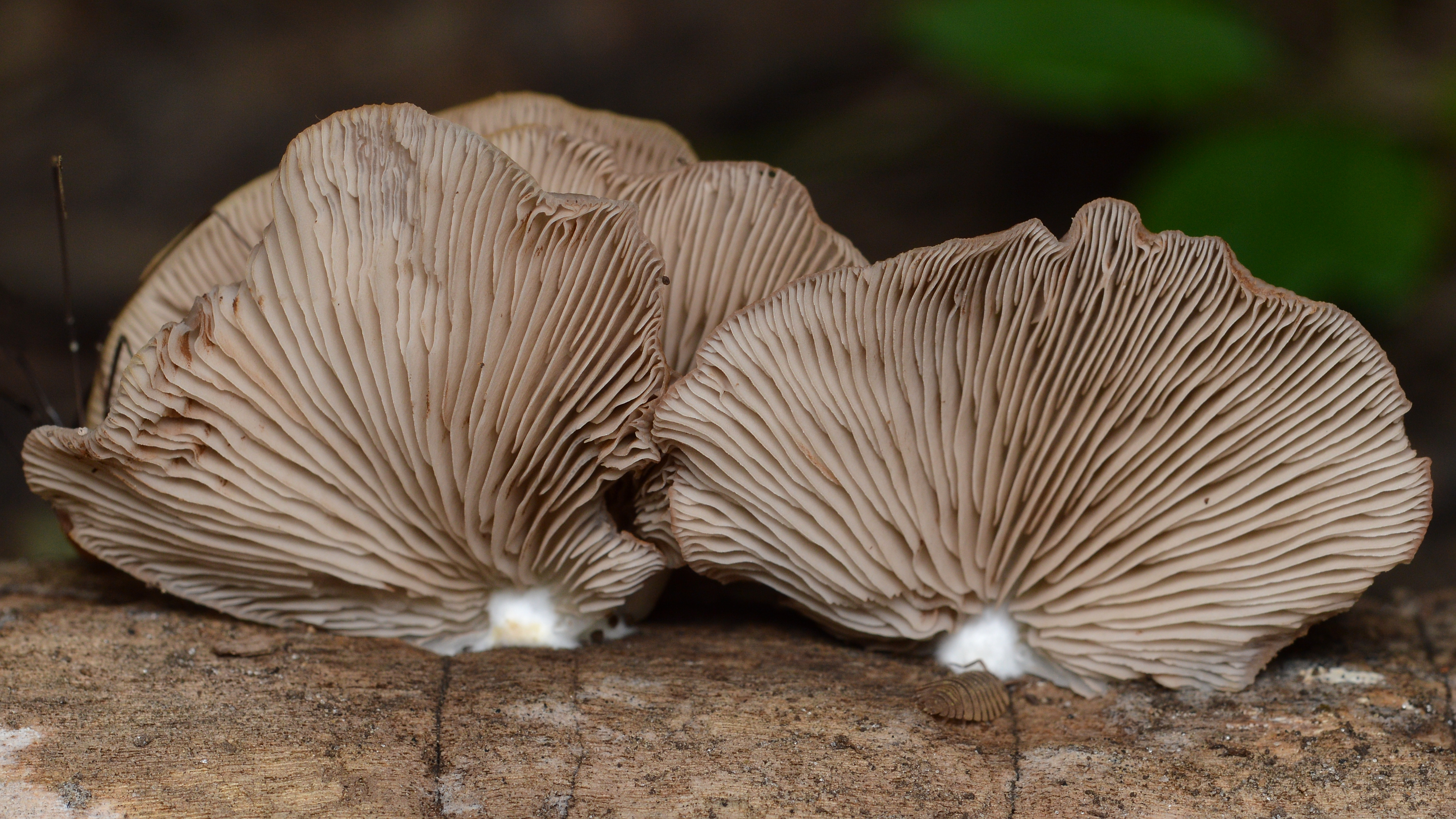

Crepidotus malachius Sacc. – gatunek grzybów należący do rodziny ciżmówkowatych (Crepidotaceae).

## Systematyka i nazewnictwo
Pozycja w klasyfikacji według Index Fungorum: Crepidotus, Crepidotaceae, Agaricales, Agaricomycetidae, Agaricomycetes, Agaricomycotina, Basidiomycota, Fungi.
Po raz pierwszy opisał go w 1887 r. Pier Andrea Saccardo i nadana przez niego nazwa naukowa jest aktualna. Synonimy:
- Agaricus malachius Berk. & M.A. Curtis 1859
- Crepidotus malachius var. phragmocystidiosus Hesler & A.H. Sm. 1965
- Crepidotus malachius var. plicatilis Peck 1887
- Crepidotus malachius var. trichifer Hesler & A.H. Sm. 1965

## Morfologia
Owocnik
Średnica 2–4,5 cm, półkolisty lub wachlarzowaty, bez trzonu, higrofaniczny. Powierzchnia naga, ale często chropowata w miejscu przyczepu, bladobrązowawa, przechodząca w szarawopłowożółtą do białawej. Blaszki o średniej gęstości, promieniście wyrastające z punktu przyczepu, często występują krótkie międzyblaszki. Blaszki u młodych okazów białawe, z wiekiem stają się matowobrązowe. Miąższ białawy do jasno brązowawego, niezmieniający barwy po pokrojeniu, bez wyraźnego zapachu. Brak reakcji z KOH na powierzchni grzyba.
Cechy mikroskopowe
Zarodniki 5,5–8 µm, kuliste lub półkuliste, drobno szorstko-punktowate lub prawie gładkie, w KOH brązowawo-żółte, nieamyloidalne. Podstawki 22–25 × 5–6 µm, w przybliżeniu maczugowate, 4-sterygmowe. Brak pleurocystyd, cheilocystydy 35–45 × 6–10 µm, maczugowate do nieco wrzecionowatych, gładkie, cienkościenne, W KOH szkliste. Skórka kapelusza typu cutis, zbudowana ze strzępek o szerokości 3–10 µm, gładkich, w KOH szklistych. Na strzępkach obecne sprzążki.
Gatunki podobne
Makroskopowo bardzo podobna jest ciżmówka płaska (Crepidotus applanatus). Odróżnia się mniejszymi zarodnikami.

## Występowanie i siedlisko
Występuje w Ameryce Północnej, Europie i Azji. Brak go w opracowanym w 2003 r. przez Władysława Wojewodę wykazie wielkoowocnikowych grzybów podstawkowych Polski, ale w późniejszych latach podano jego stanowiska. Aktualne stanowiska podaje także internetowy atlas grzybów. Znajduje się w nim na liście gatunków zagrożonych i wartych objęcia ochroną.
Nadrzewny grzyb saprotroficzny. Rośnie na martwym drewnie twardych drzew liściastych.